# Adventures of Mana
Adventures of Mana (聖剣伝説 -ファイナルファンタジー外伝?, Seiken Densetsu: Fainaru Fantajī Gaiden, lett. "La leggenda della spada sacra: storia secondaria di Final Fantasy") è un videogioco del 2016 sviluppato e pubblicato da Square Enix. Appartenente alla serie Mana, il titolo è un remake per iOS, Android e PlayStation di Mystic Quest, prodotto nel 1991 per Game Boy.